# Simeticon
Simeticon (auch Simethicon) ist ein Arzneistoff aus der Gruppe der Carminativa, der oral eingenommen wird und Völlegefühl und Schmerzen lindern kann, die durch zu viel Gas im Magen-Darm-Trakt ausgelöst werden. Bei Vergiftungen mit Tensiden wird Simeticon als Antidot gegen die übermäßige Schaumbildung eingesetzt.

## Klinische Angaben

### Anwendungsgebiete
- Bei übermäßiger Gasbildung und Gasansammlung im Magen-Darm-Bereich (Meteorismus) mit gastrointestinalen Beschwerden wie Blähungen, Völlegefühl und Spannungsgefühl im Oberbauch, die zum Beispiel durch Aerophagie (Luftschlucken) oder durch Ernährungs- beziehungsweise Diätfehler hervorgerufen werden können.
- Die Gabe von Simeticon bei der postoperativen Darmatonie und dem Ogilvie-Syndrom wirkt dem Meteorismus entgegen.[7]
- Zur symptomatischen Behandlung der funktionellen Dyspepsie.[8]
- Zur symptomatischen Behandlung bei Säuglingskolik (Dreimonatskolik).[9]
- Bei verstärkter Gasbildung nach Operationen sowie dem Roemheld-Syndrom
- Als Hilfsmittel zur Diagnostik im Bauchbereich zur Reduzierung von Gasschatten (Sonographie, Röntgen und Gastroskopie).
- Als Sofortmaßnahme zum Entschäumen nach oraler Ingestion von tensidhaltigen Spül- und Waschmitteln. Geeignet zur Anwendung von Laien im Haushalt; vor allem wirksam bei Aufnahme großer Tensidmengen.

### Gegenanzeigen
Bei einer Überempfindlichkeit gegen Simeticon sowie bei einem Darmverschluss (Ileus) dürfen Simeticon-haltige Arzneimittel nicht verabreicht werden.

### Wechselwirkungen mit anderen Medikamenten
Obwohl bisher keine Wechselwirkungen bekannt sind, sind auf Grund der oberflächenaktiven Eigenschaften der Wirksubstanz Einflüsse auf die Resorption anderer Arzneisubstanzen nicht auszuschließen. Die hier beschriebenen Interaktionen sind Einzelfälle.
- Digoxin: erhöhte Spiegel von Digoxin[10]
- Ribavirin: erniedrigte Spiegel von Ribavirin – AUC = −14 %
- Warfarin: erhöhte Spiegel von Warfarin
- Carbamazepin: Toxizitätssteigerung von Carbamazepin – Einzelbericht[11]

### Anwendung während Schwangerschaft und Stillzeit
Da Simeticon nicht vom Körper aufgenommen wird, können die entsprechenden Arzneimittel während der Schwangerschaft und Stillperiode eingenommen werden.
Allerdings sollte während der Schwangerschaft die Anwendungsdauer drei Tage nicht
überschreiten und danach ein therapiefreies Intervall von 14 Tagen eingehalten werden.

## Pharmakologische Eigenschaften
Gestörte Verdauungsvorgänge führen oft zu Blähungen. Die vermehrten Gase liegen
im Magen-Darm-Trakt als träger, feinblasiger Schaum vor. Dadurch wird die normale
Aufnahme der Gase durch die Darmwand erschwert oder völlig unmöglich gemacht.
Simeticon ist ein stabiles, oberflächenaktives Polydimethylsiloxan. Es verringert die Oberflächenspannung der im Nahrungsbrei und im Schleim des Verdauungstraktes eingebetteten Gasblasen, die dadurch zerfallen. Die dabei frei werdenden Gase können von der Darmwand resorbiert sowie durch die Darmperistaltik eliminiert werden. Simeticon wirkt ausschließlich physikalisch, beteiligt sich nicht an chemischen Reaktionen und ist pharmakologisch und physiologisch eine inerte Substanz. In einer Konzentration von 0,1 mg/ml zerstört Simeticon Schäume in 3 bis 6 Sekunden, auch eine Schaumverhinderung findet bei dieser Konzentration statt. Diese hält für etwa 24 Stunden an.
Nach der oralen Gabe von Simeticon findet keine Resorption statt, der Wirkstoff wird nach der Magen-Darm-Passage unverändert wieder mit dem Stuhl ausgeschieden.

## Chemische Eigenschaften
Simeticon – α(Trimethylsilyl)-ω-methylpoly[oxy(dimethylsilylen)] mit Siliciumdioxid – ist die Kurzbezeichnung für mit 4 % bis 7 % Siliciumdioxid aktiviertes Dimeticon, es enthält 90,5 % bis 99,0 % Polydimethylsiloxan. Das Siliciumdioxid wird an der Oberfläche durch Einbau von Methylsilyl-Gruppen verändert.

## Handelsnamen
Monopräparate:

Aero-OM (A, CH), Antiflat (A), Elugan (D), Endo-Paractol (D), Espumisan (D), Flatulex (CH), Lefax (D), Lefaxin (A), Sab simplex (D, A), Uluxan (CH), Air-X (TH), sowie diverse Generika
Kombinationspräparate:

Andursil (CH), Enzym-Lefax (D), Helopanflat (A), Imodium akut Duo (D, A, CH), Rennie Deflatin (CH)
Markennamen:

Compounds: Dow Corning Q7-2243 (CEP), Dow Corning AF M Compound (CEP)
Emulsion: Dow Corning Q7-2587 Emulsion